# Murofet
Murofet è un malware simile a Conficker, il quale infetta i file del computer attaccato e ruba le password inviandole ad un server.
L'infezione avviene mediante l'inserimento di 2000 byte di codice, e il malware si scarica nel computer attaccato quando l'eseguibile viene avviato.